# شيكوما شوبو
دار تشيكوما شوبو للنشر (باليابانية: 株式会社筑摩書房، النطق بالأبجدية العربية: كابوشيكي كايشا تشيكوما شوبو) هي دار نشر يابانية يقع مقرّها الرئيسي في حي كورامائي (باليابانية: 蔵前) بمنطقة تايتو، بالعاصمة اليابانية طوكيو.

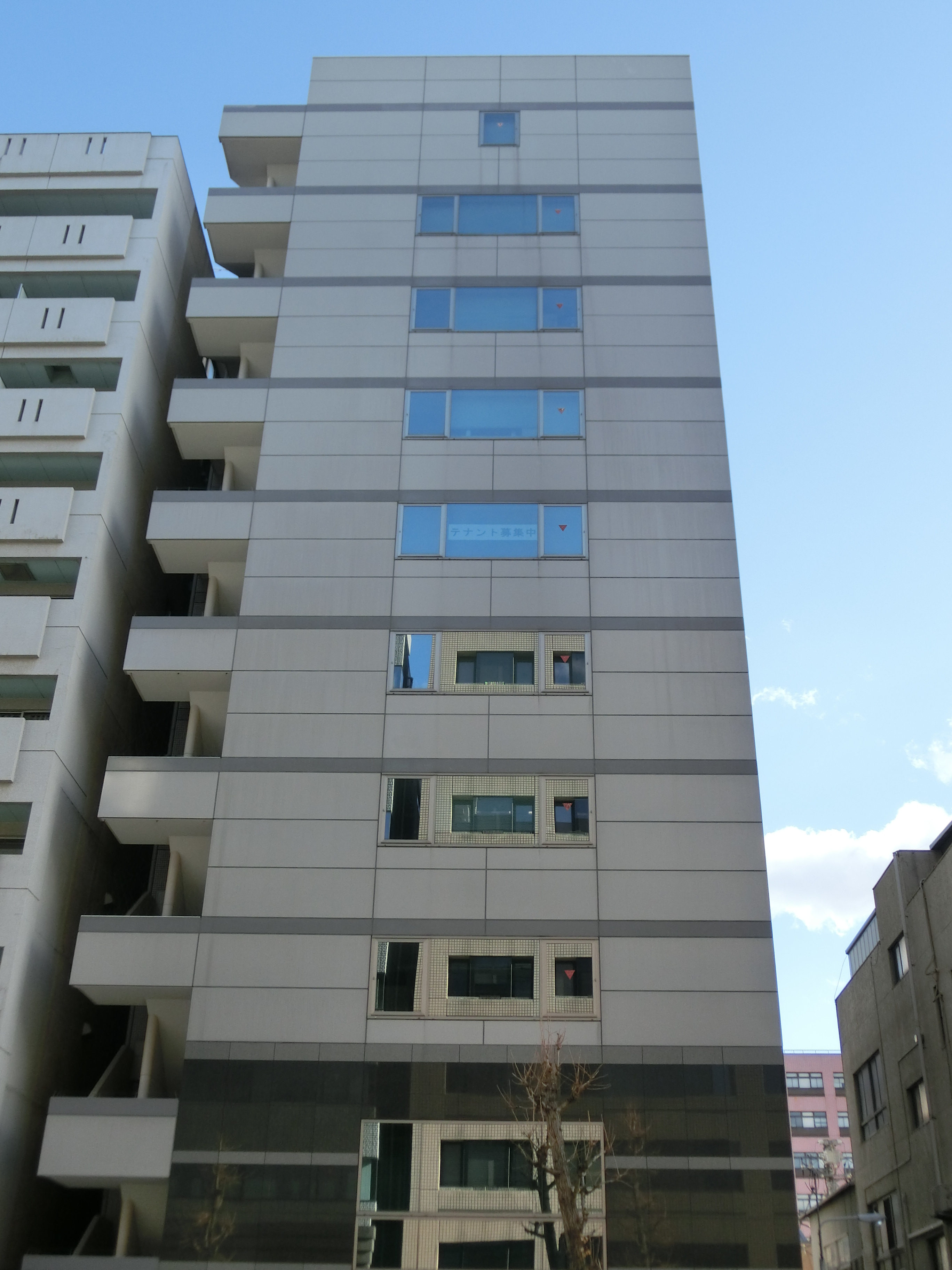
مكتب دار النشر الرئيسي.

تأسست دار تشيكوما شوبو عام 1940 على يد فوروتا أكيرا (ولد عام 1906- توفى عام 1973) بالتعاون مع الكاتب والناقد يوشيمي أوسوي ، وكانت أول منشورات الدار المجلة الفكرية الشهرية تيمبو في عام 1946.
في عام 1953، تولّى يوشيمي أوسوي التخطيط والإشراف التحريري على الطبعة الأولى من «المجموعة الكاملة للأدب الياباني المعاصر» (باليابانية: 現代日本文学全集). صدرت هذه السلسلة في بادئ الأمر في 55 مجلدًا، ثم توسعت لاحقًا لتبلغ 99 مجلدًا.
تشارك دار النشر في رعاية «جائزة دازاي أوسامو» بالتعاون مع مدينة ميتاكا في طوكيو. تُمنح هذه الجائزة سنويًا لقصة قصيرة متميزة لم تُنشر من قبل ويكون مؤلفها غير معروف. ويحصل الفائز على هدية تذكارية وجائزة مالية قدرها مليون ين ياباني.